# Atidografía
Por atidografía se conoce a la historia del Ática, donde se sitúa Atenas, realizada en la Antigua Grecia, concretamente en el siglo IV a. C. y principios del III a. C. Se considera como creador del género a Helánico de Lesbos, de finales del V a. C. pero la desarrollarán los denominados atidógrafos con unas características definidas: exaltación de Atenas con un estilo patriótico tradicionalista, uso de fuentes orales y falta de crítica a dichas fuentes que lleva a falacias y anacronismos historiográficos.
No se conserva ninguna obra y se conocen gracias a la labor compilatoria de Felix Jacoby en Fragmente der griechischen Historiker a principios del siglo XX. Los autores son muy numerosos y destacan Androción, Clidemo, Melantio y Filócoro. A Clidemo se le considera el primer atidógrafo. Escribió una Atthis en cuatro libros, remontándose a los periodos más míticos. Androción, por su parte, realizó otra Atthis, reflejando una evolución política más moderada que la obra de Clidemo. Pese a que ya en la Antigüedad se consideraban poco fiables, fueron utilizados por Aristóteles y sus discípulos para realizar la Constitución de Atenas.

## Contexto histórico
El siglo IV a. C. está marcado por la decadencia de las ciudades estado, incluida Atenas, y el auge del poder macedónico, especialmente tras la coronación de Filipo II el año 355 a. C. El punto álgido de la atidografía se produce cuando Demóstenes buscaba apoyos en la Asamblea para mantener a Atenas alejada de influencias exteriores. Con la muerte de Alejandro Magno comenzará el periodo helenístico, marcado por el dominio de los diádocos y sus sucesores.

## Orígenes
Sobre sus orígenes hay dos teorías. La primera teoría la expuso Wilamowitz, derivando la Atidografía de antiguas crónicas realizadas por los exégetas. Jacoby desmonta esta teoría, situando los orígenes en el logógrafo Helánico de Lesbos. Su Átide se convirtió en el modelo a seguir, además de la fuente de la mayoría de los atidógragos.

## Atthides
Los atidógrafos eran historiadores, que relataron la historia de Atenas y del Ática, relatos conocidos con el nombre Atthides (en griego antiguo Ἄτθις ἱστορία Historia del Ática o simplemente Ἄτθις Ática). 
Sus obras se hallan en numerosos fragmentos.
Son los representantes más conocidos de la tradición de historias locales, crónicas, consagradas a la historia de una ciudad, de una región o de un pueblo. Estas historias se caracterizan por el hecho de que no se limitan a los relatos míticos ligados, por ejemplo, a la fundación de una ciudad, sino que también se interesan por los acontecimientos propiamente humanos. Las Atthides toman la forma de relatos lineales constituidos por episodios claramente delimitados, y mezclados con acontecimientos políticos y militares, y con anécdotas que ponen de relieve los grandes personajes atenienses, y observaciones sobre la topografía o los ritos religiosos.
El género de las Atthides, surgido a principios de la época clásica (a principios del siglo V a. C.), y que continuó en las épocas helenística y romana, con la evocación de la grandeza del pasado de Atenas, nutrido de patriotismo griego, en una época en la que los griegos habían pasado a estar bajo el dominio político romano.